# Cédric Berrest
Cédric Jacques Henri Berrest (Clermont-Ferrand, 2 de abril de 1985) es un deportista francés que compitió en remo.
Participó en los Juegos Olímpicos de Verano, entre los años 2004 y 2012, obteniendo una medalla de bronce en Pekín 2008, en la prueba de cuatro scull.
Ganó cuatro medallas en el Campeonato Mundial de Remo entre los años 2007 y 2011, y una medalla de oro en el Campeonato Europeo de Remo de 2010.

## Palmarés internacional
| Juegos Olímpicos   | Juegos Olímpicos            | Juegos Olímpicos  | Juegos Olímpicos |
| Año                | Lugar                       | Medalla           | Prueba           |
| ------------------ | --------------------------- | ----------------- | ---------------- |
| 2008               | Pekín (China)               | Medalla de bronce | Cuatro scull     |
| Campeonato Mundial |                             |                   |                  |
| Año                | Lugar                       | Medalla           | Prueba           |
| 2007               | Múnich (Alemania)           | Medalla de plata  | Cuatro scull     |
| 2009               | Poznań (Polonia)            | Medalla de plata  | Doble scull      |
| 2010               | Cambridge (Nueva Zelanda)   | Medalla de bronce | Doble scull      |
| 2011               | Bled (Eslovenia)            | Medalla de bronce | Doble scull      |
| Campeonato Europeo |                             |                   |                  |
| Año                | Lugar                       | Medalla           | Prueba           |
| 2010               | Montemor-o-Velho (Portugal) | Medalla de oro    | Doble scull      |